# Avatar (računalništvo)
Avatar (angleško Avatar) je uporabnikova računalniška reprezentacija, lahko je v obliki tridimenzionalnega modela (lutka), ki se uporablja za računalniške igre, ali dvodimenzionalne ikone (slike), ki se porablja na internetnih forumih in drugih skupnostih, v začetnih sistemih, kot je MUD je zavzemal tudi obliko besedila. Je objekt, ki predstavlja utelešenost uporabnika. Izraz »avatar« se lahko prav tako nanaša na osebo, povezano z računalniškim imenom ali uporabnikom interneta.

## Izvor
V angleščini beseda pomeni »utelešenost, telesna manifestacija«. V indijskem jeziku sanskrt beseda Avatara pomeni »prerod boga«, oziroma »inkarnacija«. Izraz je prvotno uporabljen v hindujskih besedilih. Na primer, Krišna je osmi avatar (inkarnacija) Višnuja, katerega imajo mnogi Hindujci za boga. Desavatara so deset velikih inkarnacij Višnuja.

### Računalniške igre
Kot računalniška reprezentacija uporabnika, izvor izraza sega nazaj do leta 1985, ko je bil uporabljen, kot ime za igralčevo figuro v seriji računalniških iger Ultima.  Serija Ultima se je začela leta 1981, ampak šele v Ultimi IV (1985) se je pojavil izraz »Avatar«. Postati »Avatar« je bilj cilj Ultime IV. Kasnejše igre so razumele, da je bil igralec Avatar in je »Avatar« v bistvu igralčeva vizualna podoba v igri. Podoba na ekranu je lahko popolnoma prirejena. Izraz »Avatar« je bil kasneje uporabljen v igrah kot sta Shadowrun (1989) in večigralski igri Habitat (1987).

### Neal Stephenson
Uporabo izraza Avatar, v pomenu internetnega virtualnega telesa, je populariziral Neal Stephenson v svojem kiberpank romanu Snow Crash (1992). V Snow Crash izraz Avatar opisuje virtualno simulacijo človeka v Metaverse-u, virtualni resničnosti Interneta. Družbeni status znotraj Metaverse-a je bil dostikrat grajen na kvaliteti uporabnikovega avatarja. Izkušeni programerji in hekerji so imeli navadno Avatarje z veliko podrobnostmi, medtem ko so manj izkušeni računalničarji uporabljali kupljene in standardne avatarje, ko to počnejo danes začetniki. Stephenson je napisal: 
Ideja navidezne resničnosti, kot jo predstavlja Metaverse, je sedaj široko razširjena med skupnostjo računalničarjev in je uporabljana na različne načine. Vizija Metaverse-a, kot je uporabljena v tej noveli, izvira iz preproste diskusije z Jamie (Captain Bandwidth) Taffe... Besedi “avatar” (v tem pomenu besede) in Metaverse sta moj izum, do katerih sem prišel, ko sem se odločil, da so obstoječe besede (kot je navidezna resničnost) preveč nerodne... po prvi publikaciji Snow Crash sem ugotovil, da je izraz avatar v bistvu že dolgo v uporabi, kot del navidezne resničnosti Habitat... Habitat vključuje tudi nekaj osnovnih značilnosti Metaverse-a, kot je opisano v tej knjigi.

### Na internetnih forumih
Kljub široki razširjenosti avatarjev je neznano kateri internetni forumi so bili prvi, ki so jih uporabljali; Začetni forumi niso privzeto uporabljali avatarjev, ampak so jih vključevali preko neuradnih dodatkov. Avatarji na internetnih forumih služijo predstavljanju uporabnikov in personalizaciji njihovih prispevkov na forumu, lahko predstavljajo tudi različne oblike osebnosti, prepričanj, interesov ali tudi družbenih statusov na forumih. 
Običajen oblika avatarjev v večini internetni forumov je majhna slika (96x96 ali 100x100 pikslov) v kvadratku, ki se pojavi zraven uporabnikovih prispevkov na forumu. Nekateri forumi dajejo uporabniku na izbiro seznam skupino avatarjev ali avtomatsko naložijo avatar iz uporabnikove spletne strani. Spet drugi forumi dovljujejo uporabniku, da ustvari svoj avatar ali ga prenese od drugod. Nekateri avatarji so tudi animacija in vsebujejo določeno sekvenco več slik, ki se ponavljajo. Število in tudi čas predvajnja takšnih slik v animiranih avatarijih je zelo različen.
Obstajajo tudi malo drugačni sistemi avatarjev, kot so Gaia Online, WeeWorld ali Meez, kjer so avatarji dinamična animirana prezentacija uporabnika v obliki človeka ali drugih živali oziroma stvorov, ki jo lahko uporabnik popolnoma priredi svojim željam.
Avatrji iz forumov so bili tudi testirani v reklamne namene.

## V Internetnih klepetelanicah
Slikovni GIF avatarji so bili najprej predstavljeni v programih kot je Virtual Places v letu 1994 z VOIP (zvok preko ip) možnostjo, ki pa je bila kasneje opuščena zaradi pramajhne pasovne širine. 
V letu 1995 se je pojavil program Keep Talking, s katerim je podjetje UNET2 prvo uvedlo sistem avatarjev v njihovo internetno klepetalnico.
Prav tako leta 1995 je Cybertown prvo predstavilo 3D (tridimenzionalne) avatarje v internetni klepetalnici. 
Leta 1996 sta izšla Microsoft Comic Chat in IRC, ki sta uporabljala risane avatarje za klepetanje.

## V programih takjošnjega sporočanja
AOL Insant Messenger (AIM) je bil prvi popularen program, ki je uporabljal avatarje po vzoru računalniških iger. Uporabniki AIM pogosto naslavljajo avatarje s prijatelskimi ikonami. Danes večina programov za takojšnje sporočanje podpira uporabo avatarjev, med njimi so Windows Live messenger, Yahoo! Messenger in programi, ki uporabljajo XMPP (Jabber) protokol Gooogle Talk, Lj Talk in Gizmo Project.
Avatarji v programih za takojšnje sporočanje so običajno zelo majhni. AIM ikone imajo 48x48 pikslov, ampak se na internetu najdejo tudi ikone velikosti od 50x50 do 100x100 pikslov. Večina teh slikovnih avatarjev se najde na intenetnih straneh in popularnih e – skupin npr. Yahoo! Groups. 
Najnovejša uporaba avatarjev v programih takojšnjega sporočanja je predvsem v obliki dinamičnih avatarjev. Uporabnik si izbere avatar, ki ga predstavlja med klepetanjem in z uporabo zaznavanja teksta in pretvorbe v govor, omogoča avatarju, da bere tekst v oknu za klepetanje. Takšni avatarji se uporabljajo tudi za video klice, kot to omogoča npr. Skype, ki omogoča uporabo teh avatarjev v video klicu namesto žive slike z uporabo kamere.
AIM prijateljske ikone so bile, v eksperimentalni obliki, uporabljene tudi s strani marketinških podjetji.

## V blogih
Kljub temu, da so komentarji v blogih zelo podobni internetnim forumom, ni enostavne uporabe avatarjev v blogih. Ena izmed rešitev je povezava do datoteke s sliko, ki jo nadzira uporabnik. Druga rešitev je uporaba storitev, kot je Gravtar, ki razbere avtar iz uporabnikovega elektrosnkega naslova. 

## V umetni inteligenci
Avatarje v organizacijah uporabljajo tudi za komunikacijo in interakcijo s strankami. Takšni avatarji so poznani kot »boti« z uporabo Natural Language Processing. Bolj znan primer botov je Ike - jina Anna, ki vodi in nudi pomoč uporabnikom na njihovih spletnih straneh. 
Takšni Avatarji lahko uporabljajo tudi tehnologijo Digital conversation, ki je malo kompleksnejša od Natural Language Processing in ponuja uporabniku možnosti uporabe in točno določene poti do rezultata. Poznani so kot Structured Language Processin ali SLP Avatarji. 
Obe vrsti avatarjev prinašajo nižje stroške in uspešno nagovarjanje strank.

## V igrah
Avatarji v videoigrah so ključen prikaz igralčeve fizične predstavitve v svetu iger. V večini iger je podoba avatarja stalna, medtem ko druge ponujajo običajno podobo oziroma predlogo in potem dovoljujejo prilagajanje podobe ali fizičnih lastnosti po okusu igralca. Npr. Carla Johnsona, avatarja igre Grand Theft Auto: San Andreas lahko oblačimo v različne obleke, lahko ga tetoviramo in strižemo, glede na naša dejanja v igri se spreminjajo tudi njegove telesne proporcije. Poleg telesnega izgleda avatarja se iz dialogov v igrah in vmesnih sekvenc imajo razberejo tudi osebnostne lastnosti avatarja v igri. Dober primer je stereotipičen akcijski heroj igre Duke Nukem 3D.  Drugi avatarji v igrah, kot je npr. Gordon Freeman v Half-Life so bolj skriti in brezosebni (Gorodon Freeman npr. sploh ne govori in ne vidimo njegove podobe). Masivne večigralske igre igranja vlog (MMORPG) vsebujejo najrazličnejše in najrazvitejše avatarje. Stopnja prilagajanja avatarjev se razlikuje od igre do igre; npr. v igri EVE Online igralec s pomočjo posebnega programa, ki ureja obrazno mimiko, frizuro, barvo kože itd., sam izdela popolnoma prilagodljiv portret. Ampak ti portreti se običajno pojavljajo samo v klepetalnicah znotraj igre in v prikazu statičnih podatkov o igralcih. Običajno se vsi igralci nahajajo v gigantski vesoljski ladji brez podatkov o pilotu. Alternativo ponuja City of Heroes enega izmed najbolj naprednih in podrobnih ustvarjalnic avatarjev. Dovoljuje stvaritev avatarjev od oblik tradicionalnih superherojev, do nezemljanov, vitezov, pošasti, robotov itd.